# Bernward von Hildesheim

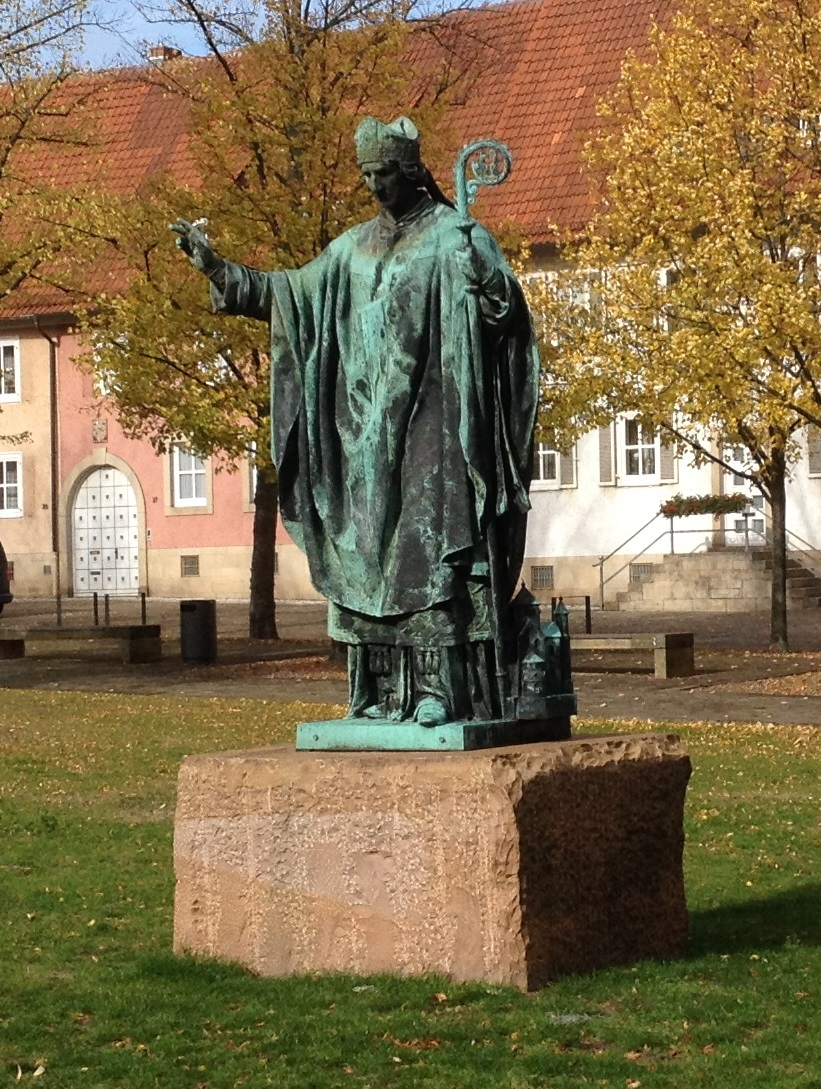
Bernward von Hildesheim, Standbild von Ferdinand Hartzer (1893) auf dem Domhof in Hildesheim

Bernward von Hildesheim (* um 950/ 960; † 20. November 1022 in Hildesheim) war Bischof von Hildesheim 993–1022 und ist ein Heiliger der katholischen Kirche. Auch im Evangelischen Namenkalender wird Bernward aufgeführt.

## Leben und Werk

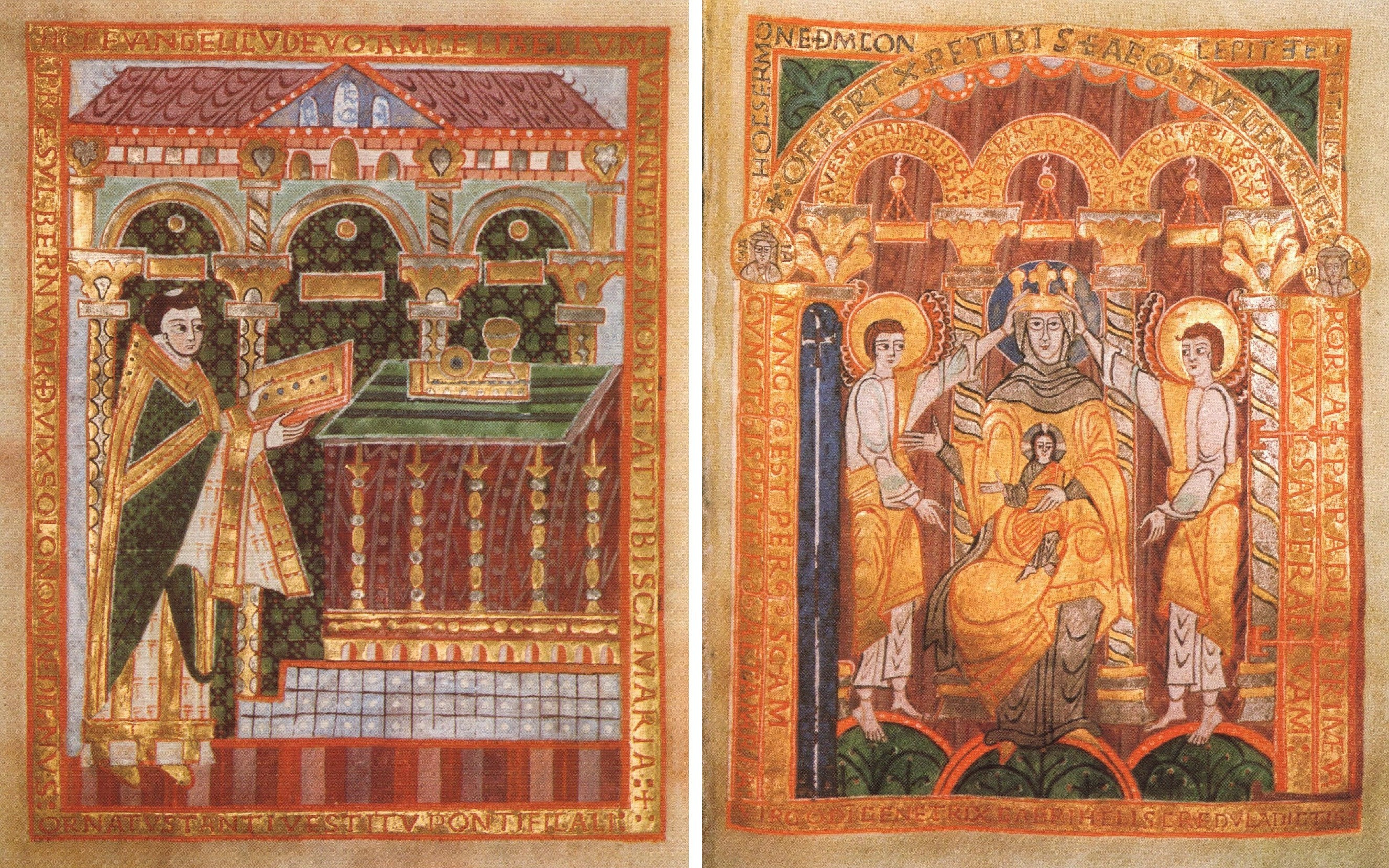
Widmungsbild des Kostbaren Evangeliars Bischof Bernwards; links Bernward im Messgewand mit dem Evangeliar, rechts Maria, Patronin des Doms, als Siegbringende Gottesmutter

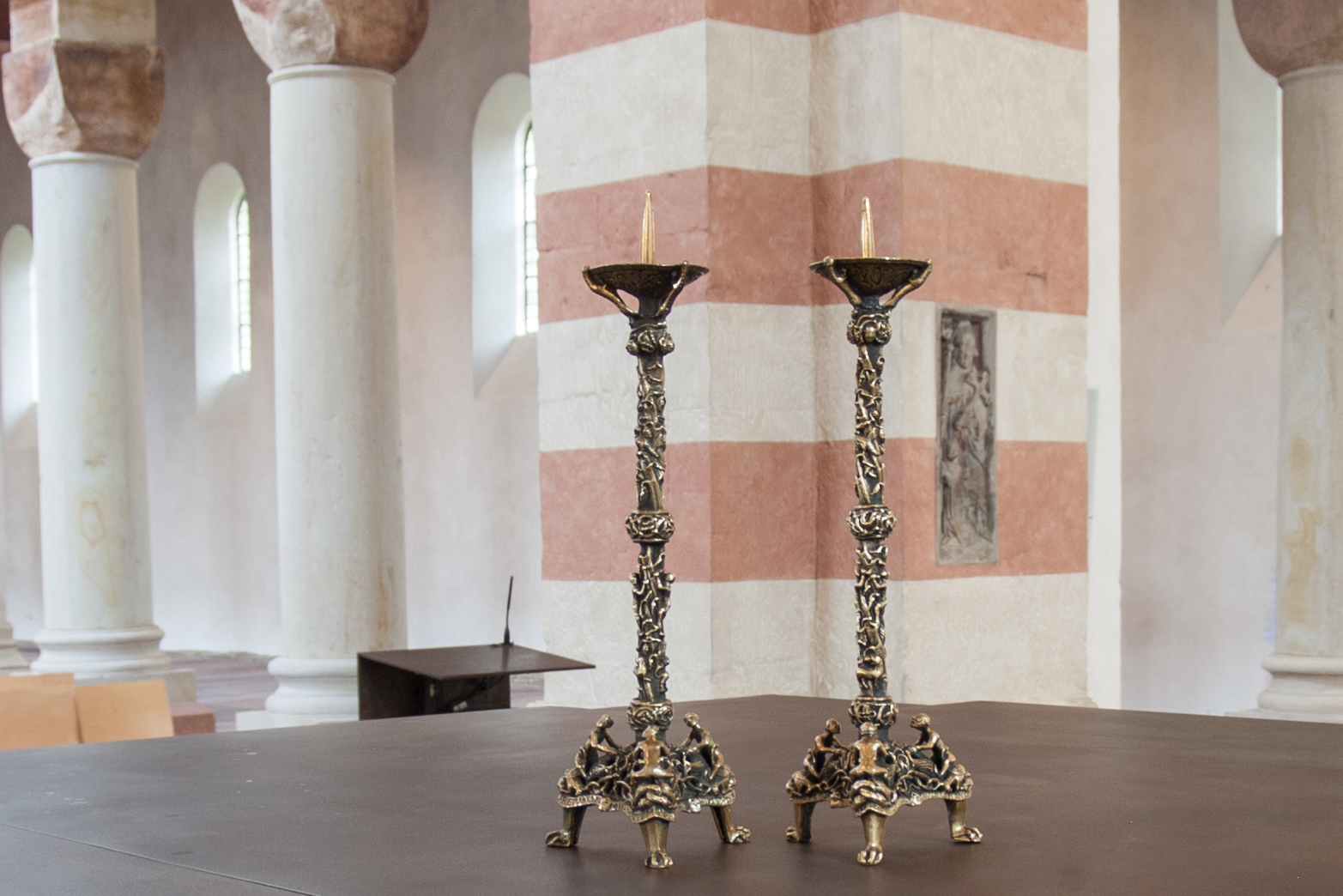
„Bernwardleuchter“ – Leuchterpaar St. Bernwards

Bernward stammte aus dem sächsischen Adel. Wer sein Vater war, ist unsicher; Markgraf Dietrich von der Nordmark († 985) oder Pfalzgraf Dietrich I. von Sachsen († 995) werden als mögliche Väter genannt. Bernward verbrachte seine Kindheit bei seinem Großvater mütterlicherseits, dem Pfalzgrafen Adalbero von Sachsen.
In der Hildesheimer Domschule hatte er eine umfassende Ausbildung erhalten. Im Jahr 977 führte ihn höchstwahrscheinlich sein Onkel Folcmar – früher Kanzler Kaiser Ottos II., seit 976 Bischof von Utrecht – am Hof ein und ließ ihn zum Notar ausbilden. Seit 987 war er am Hof der Kaiserin Theophanu, die nach dem Tode Ottos II. die Regentschaft innehatte, Verfasser und Schreiber von Herrscherurkunden. Von 987/988–993 war er als Erzieher König Ottos III. tätig. Wichtig ist schon seine Teilnahme als „Priester Bernward“ im Jahre 984 beim Treffen der Großen Sachsens in der Hesleburg (ad civitatum Hesleburg, laut Thietmar von Merseburg) bei Burgdorf, auf dem sich mehrere sächsische Große zugunsten des dreijährigen Otto III. gegen die Übernahme des Königtums durch Heinrich dem Zänker verschworen.
Am 15. Januar 993 wurde Bernward durch Willigis, den zuständigen Mainzer Erzbischof, zum Bischof geweiht. Seine Amtszeit fällt in die Epoche der Sachsenkaiser, die im Umland Hildesheims ihre familiären Wurzeln hatten und mit Bernward persönlich verbunden waren. In dieser Zeit war Hildesheim eines der Machtzentren des Reiches, und Bernward war entschlossen, seiner Stadt nach dem Vorbild Roms ein dieser Bedeutung angemessenes Gesicht zu geben. Berühmteste Zeugnisse dieses Bestrebens sind die Bernwardstüren des Hildesheimer Doms (Bronzegüsse mit Szenen der Heilsgeschichte nach dem Vorbild der Holztüren von Santa Sabina in Rom), die Christussäule (Bronzeguss mit Bilderfries der Taten Christi nach dem Vorbild der steinernen Kaisersäulen in Rom) sowie der gewaltige Bau der frühromanischen Michaeliskirche (vollendet nach Bernwards Tod), die der Bischof als Abbild des himmlischen Jerusalems und zugleich als seine Grabeskirche errichten ließ. Diese bernwardinischen Kunstschätze stehen seit 1985 auf der Liste des UNESCO-Welterbes. Bernwards Leistung bei dem Bau der Michaeliskirche geht nach Ansicht einiger Forscher weit über die eines Auftraggebers und Bauherren hinaus. Vom Bauhistoriker Hans Roggenkamp wurde er als in Anlehnung an 1 Kor 1,13  als Architectus sapiens und als der „geistige Schöpfer des Raumgedankens“ bezeichnet. Er war demnach für die Konzeption (dispositio) verantwortlich. Als ausführender Architekt, der für die constructio zuständige Baumeister, wird oft der nachmalige erste Abt (1022 bis 1030) des Michaelisklosters Goderam genannt. Beide haben sich an den Prinzipien des Boethius und vor allem Vitruvs orientiert, die letzterer in seinen „Zehn Büchern über Architektur“ niedergelegt hat.
Für die Äbtissin Judith von Ringelheim, die möglicherweise seine Schwester oder Halbschwester war, stiftete Bernward das Ringelheimer Kreuz, eine monumentale Holzplastik des Gekreuzigten, die mit nur wenigen vergleichbaren Werken den Wiederbeginn der Skulpturenkunst im Abendland markiert.
Bernward baute den Dombezirk mit einer starken zwölftürmigen Mauer (in Teilen erhalten) zur Domburg aus und errichtete im Land weitere Burgen zur Verteidigung gegen die angrenzenden Slawenstämme. Aber auch das innere geistliche Leben seiner Diözese und die Armenfürsorge lagen ihm am Herzen.
In seinem Testament, datiert auf das Jahr 996, vermachte Bernward eine Eigenkirche in Burgstemmen der Kreuzkapelle des späteren Michaelisklosters in Hildesheim.

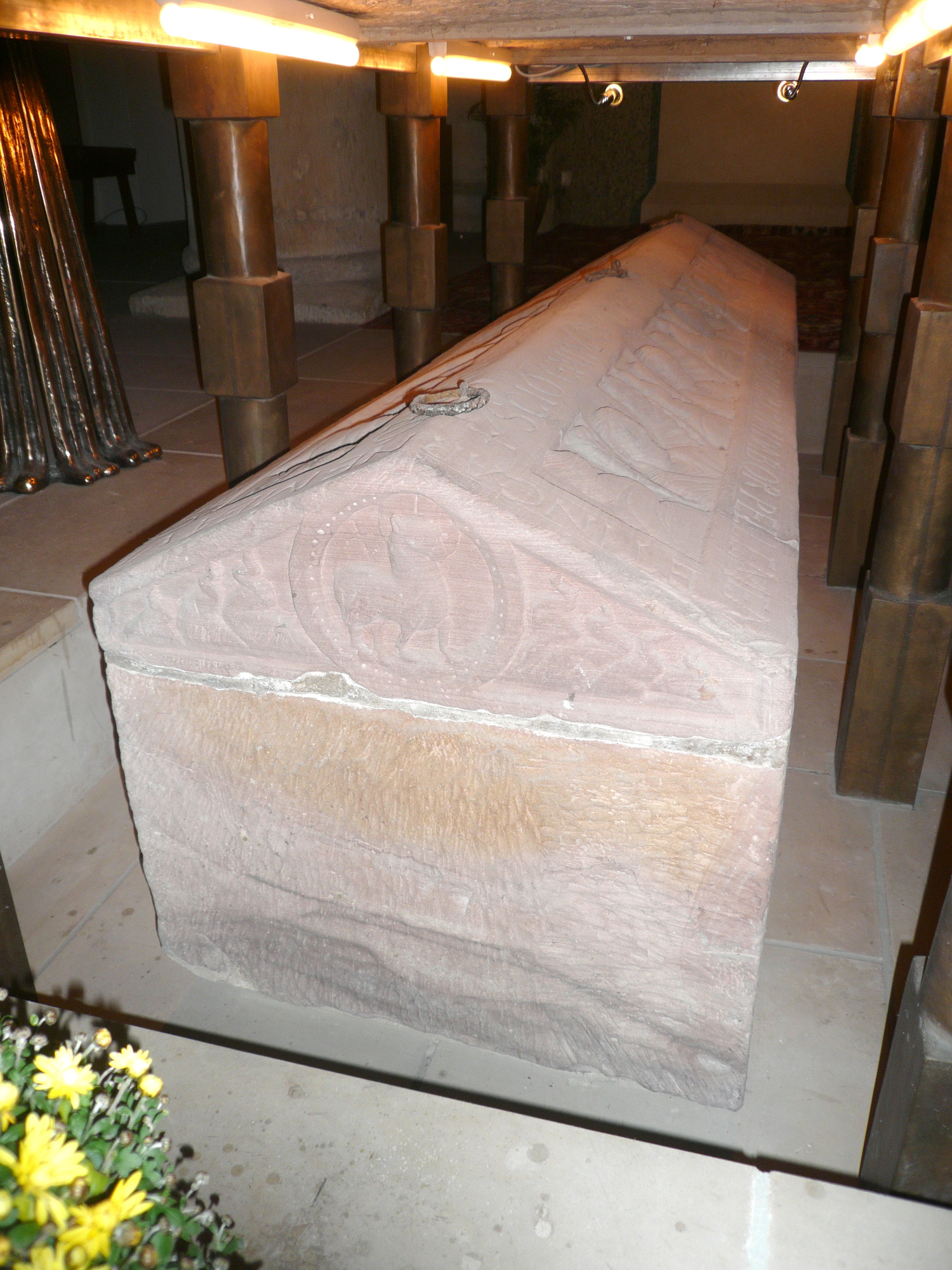
Sarg Bernwards in der Michaeliskirche

Am Michaelistag (29. September) des Jahres 1022 weihte Bernward die noch unvollendete Abteikirche St. Michael, in der, wie sein dortiger Gedenkstein besagt, immer für ihn gebetet werden solle. Am Martinstag (11. November) desselben Jahres wurde er Mönch dieses Benediktinerklosters, wo er am 20. November 1022 verstarb. Nach seinem Tod wurde er in der Krypta der Michaeliskirche beigesetzt.
Sein Sarkophag in der von ihm erbauten Michaeliskirche in Hildesheim ist leer, die Reliquien ruhen in der Magdalenenkirche. Ein erster Anlauf einer bischöflichen Kanonisation um 1150 misslang, schließlich förderte Kardinal Cinthius im Sommer 1192 Bernwards Heiligsprechung, die am 19. Dezember 1192 in Rom erfolgte (Beurkundung 1193, Erhebung der Gebeine: 16. August 1194).

## Wirkung

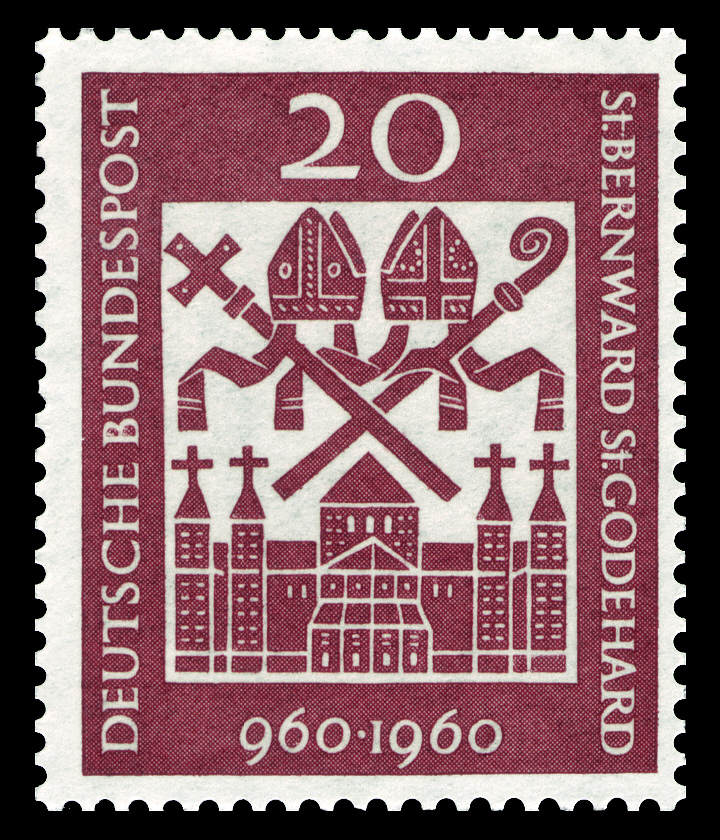
Sonderbriefmarke von 1960 zum 1000. Geburtstag

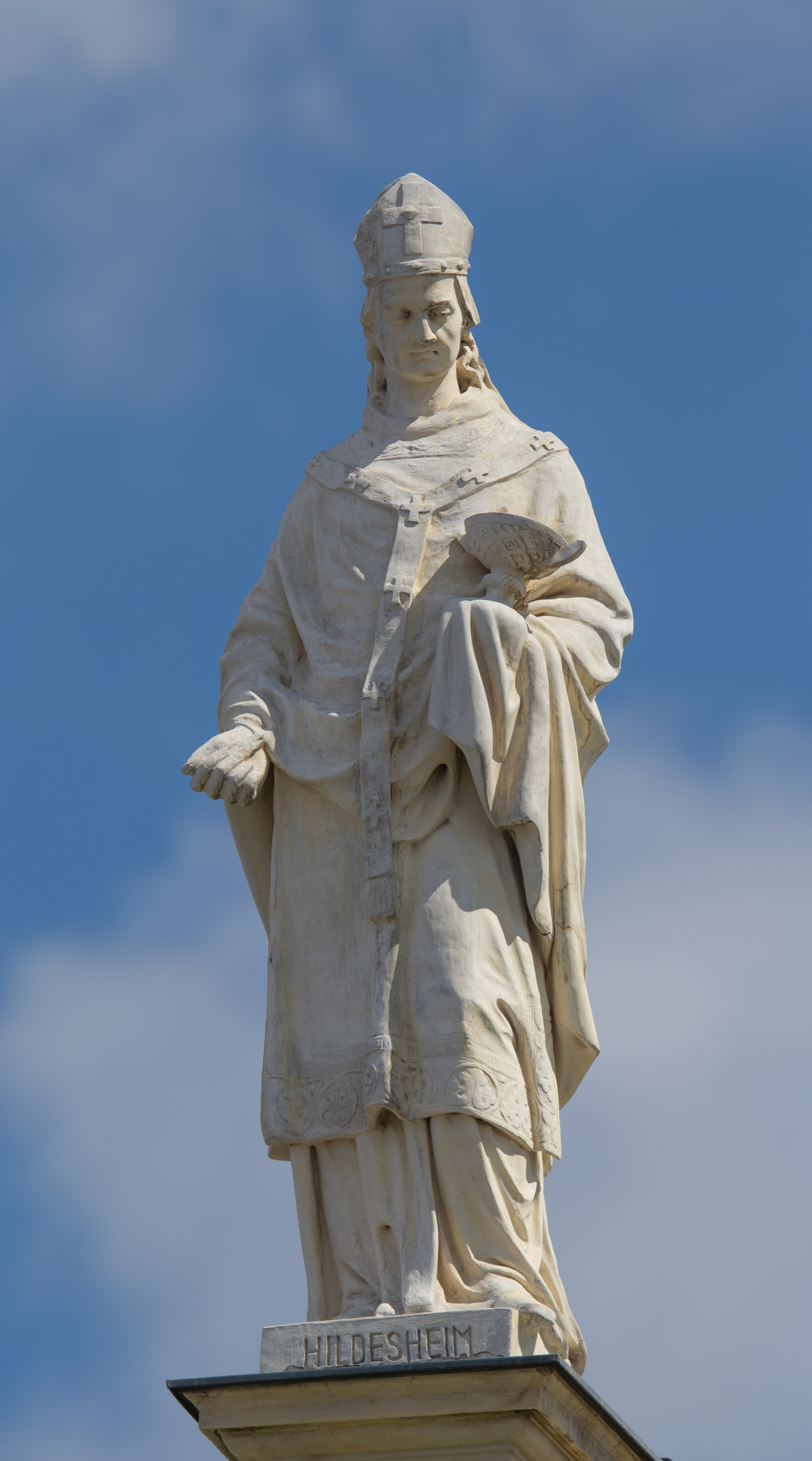
Bernward von Hildesheim als Dachfigur am Kunsthistorischen Museum, Wien

Bernwards Leben wurde von seinem Lehrer Thangmar in der Vita Bernwardi niedergeschrieben. Zumindest für Teile ist die Urheberschaft gesichert – andere Teile wurden wahrscheinlich im Hochmittelalter hinzugefügt. Er wurde bereits früh in Hildesheim als Heiliger verehrt, was durch das Ratmann-Sakramentar (1159) und das Stammheimer Missale liturgisch belegt ist.
Sein Nachfolger Bischof Berno von Hildesheim (1190–1194) initiierte die Heiligsprechung Bernwards, die am 8. Januar 1193 durch Papst Coelestin III. (Papst von 1191 bis 1198) erfolgte. Sein evangelischer und römisch-katholischer Gedenktag ist der 20. November (im Bistum Hildesheim: Mittwoch vor dem letzten Sonntag im Kirchenjahr), seine Attribute sind Bischofsornat, Kirchenmodell und insbesondere das Bernwardskreuz.
In der Walhalla in Donaustauf ist zu seiner Erinnerung schon vor 1847 eine Gedenktafel errichtet worden. Und auch für die Erinnerungskultur des 1871 neu- oder wiedergegründeten Deutschen Reiches war Bernward von Bedeutung, auch außerhalb Hildesheims und des kirchlichen Umfelds. In dem Figurenfries im Treppenhaus der Alten Nationalgalerie in Berlin, der 1870–1875 von dem Berliner Bildhauer Otto Geyer gestaltet wurde, findet man Bernward, stehend und an der Christussäule arbeitend; neben ihm sitzt Lampert von Hersfeld als Geschichtsschreiber der Sachsenkaiser. Auf dem Hildesheimer Domhof steht seit 1893 das Bernwardsdenkmal. Im Bistum Hildesheim tragen viele Kirchen aus dem 19. und 20. Jahrhundert seinen Namen, auch im Bistum Magdeburg sind Kirchen nach ihm benannt (siehe Bernwardkirche).
Die Stadt Hildesheim prägte im 15. und 16. Jahrhundert den Bernwardsgroschen mit seinem Namen und Brustbild.
Zahlreiche Kirchen im Bistum Hildesheim tragen das Patrozinium des heiligen Bernward. → Liste der Bernwardkirchen

## Bernwardinische Kunstwerke
- Bernwardskreuz
- Bernwardpsalter
- Bernwardstür
- Christussäule (Hildesheim)
- Michaeliskirche (Hildesheim)